# Sabine Lackner

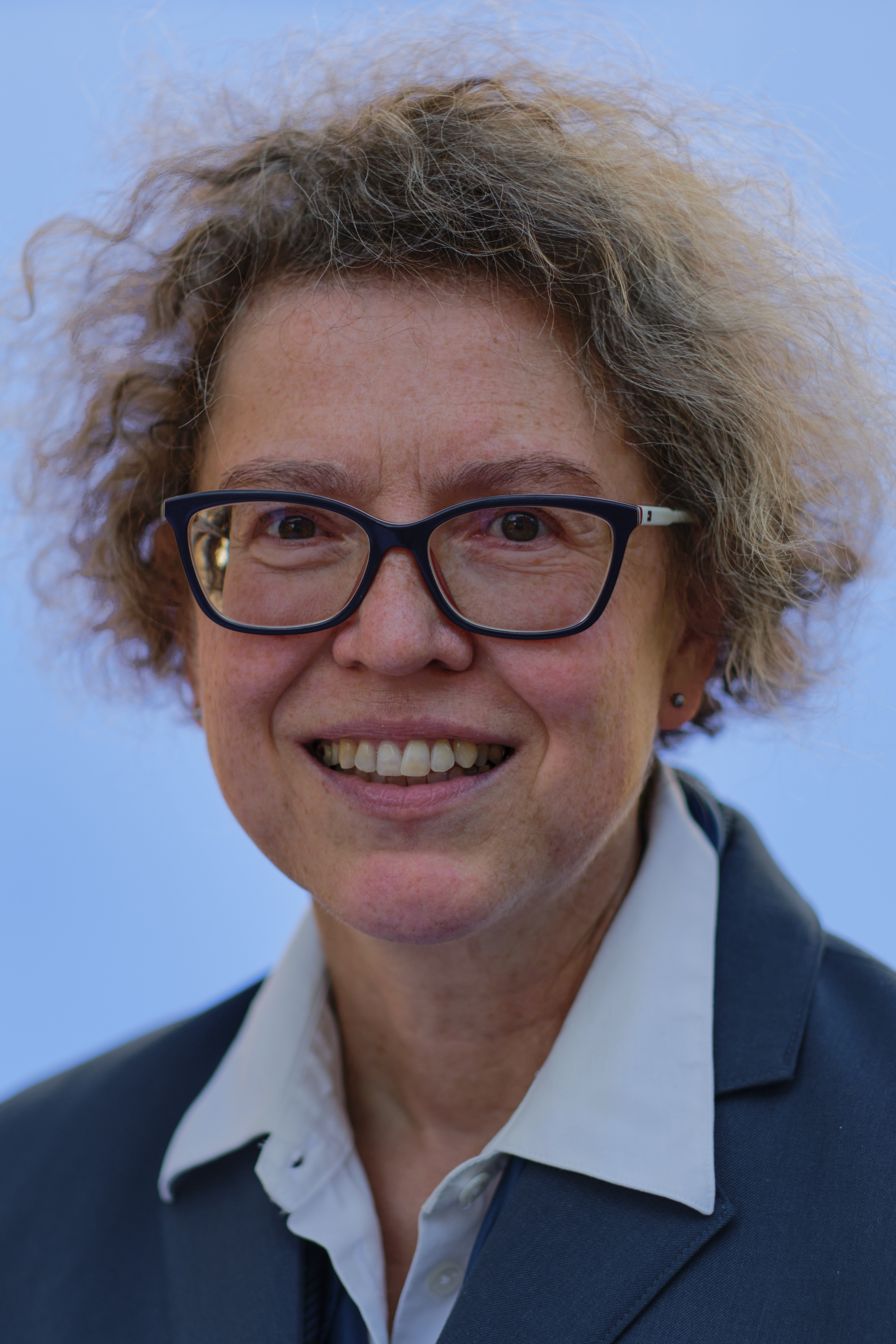
Sabine Lackner als Präsidentin des Technisches Hilfswerk

Sabine Lackner (* 18. April 1967 in Letmathe) ist seit dem 1. Juli 2023 Präsidentin der Bundesanstalt Technisches Hilfswerk (THW). Zuvor hatte sie das Amt der Vizepräsidentin und verschiedene andere Ämter in der Bundesoberbehörde inne.

## Leben und Wirken

### Ausbildung und Werdegang
Sabine Lackner wurde als zweites von drei Kindern am 18. April 1967 in Letmathe im Marienhospital geboren. 1986 legte sie ihr Abitur am Gymnasium An der Stenner in Iserlohn ab. Lackner studierte Französisch, Russisch und Internationales Recht an der Rheinischen Friedrich-Wilhelms-Universität Bonn und stieg nach dem Erwerb des Magister Artium 1993 als Bürosachbearbeiterin beim pädagogischen Austauschdienst der Kultusministerkonferenz (KMK) ein, durch den sie mehrere Jahre in der Erwachsenenbildung in Japan arbeitete. Zeitgleich war sie bis 1995 Deutsch- und Englischlehrerin der CVJM-Niederlassung in Yamanashi. Von 1998 bis 1999 war sie für die Betreuung der Fremdsprachenassistenten der KMK zuständig. Ab 1999 bis 2001 fungierte sie als Geschäftsführerin der Bundesgeschäftsstelle des Experiment e.V.

### Wirken im Technisches Hilfswerk
Seit 2001 ist Lackner hauptamtlich im THW beschäftigt, zunächst als Sachbearbeiterin und Referatsleiterin für „Auslandsprojekte“ (2001–2004) und „Internationale Zusammenarbeit“ (2004–2007). 2007 wurde sie Referatsleiterin für „Kompetenzentwicklung, Aus- und Fortbildung“ in der THW-Leitung. Nach der kommissarischen Leitung des Landesverbands Sachsen und Thüringen 2014/2015 wurde sie von 2016 bis 2020 Landesbeauftragte für Bremen und Niedersachsen. Das Bundesministerium des Innern, für Bau und Heimat benannte sie als Expertin und Mitglied der Civil Emergency Planning Group der NATO.
Seitens der Bundesanstalt wurde von einer beabsichtigten „Co-Führung“ (vgl. Doppelspitze) mit dem amtierenden Präsidenten Gerd Friedsam gesprochen, den sie 2023 ablöste. In ihre Dienstzeit fallen unter anderem der Meppener Moorbrand, das Hochwasser in West- und Mitteleuropa 2021 sowie Großschadenslagen im Ausland. Sie initiierte Kooperationen mit der HAW Hamburg und dem Havariekommando. Besonderen Augenmerk finden auch interne Themen, wie die Modernisierung der Fahrzeugflotte und der Großgeräte, Renovierung von Liegenschaften und Einbinden neuer Technologien. Als erste Frau an der Spitze der Bundesanstalt und in früheren Positionen nahm sie mehrfach eine Pionierrolle in der Organisation ein.

### Weiteres
Aufgrund ihrer längeren Auslandsaufenthalte spricht sie mehrere Fremdsprachen.